# Reteporella porcellana
Reteporella porcellana är en mossdjursart som först beskrevs av William MacGillivray 1869.  Reteporella porcellana ingår i släktet Reteporella och familjen Phidoloporidae. Inga underarter finns listade i Catalogue of Life.